# Мефаил Заязи
Мефаил Шеху, известен като Заязи и Маде (на албански: Mefail Shehu), е албански революционер, деец на Бали Комбътар, водач на балистите в Кичево, Западна Македония.

## Биография
Роден е през 1919 година в кичевското село Заяс. През 1939 година се противопоставя на окупацията на Албания от Италия и формира собствена чета за борба с италианците. През 1942 година се сближава идейно с дейците на Бали Комбътар и е избран ръководител на отрядите в Кичевско след среща в Заяс. Шеху обикаля със своя патрул селата около Заяс, Мефаил Мехмети има за район на действия селата между Грешница и Кичево, а Бегзат Вули действа между Кичево и Бериково. Шеху участва в сражения край Гостивар, Дебър и Скопие, като става близък с Джемаил Хасани. През 1943 година на конференция в Заяс Шеху е избран за председател на местния комитет на Бали Комбътар, Мефаил Мехмети за заместник-председател, а Бегзат Вули за ковчежник и Скендер Прешево за префект.
Той и отрядите му участват в престрелки с югославските партизани от Македония. Под негово ръководство балистите нападат селата Кленоец, Попоец, Извор, Пополжани и Малкоец. Убит е през ноември 1945 година от югославски партизани.